# Tafazzal Khan
Tafazzal Khan (30 november 1925) is een Brits-Pakistaans jurist en politicus. Hij begon zijn loopbaan in Oost-Pakistan en klom daar op als advocaat aan uiteindelijk het hooggerechtshof en was daarna enkele jaren rechter van het gerechtshof. Vervolgens vervulde hij in de jaren tachtig twee ministersposten in Bangladesh en was hij hier daarna vooral actief in academische besturen, tot hij van 1995 tot 2001 rechter werd van het Rwanda-tribunaal in Tanzania.

## Levensloop
Khan studeerde filosofie aan de Universiteit van Dhaka en slaagde daar in dit hoofdvak als bachelor in 1945 en als master in 1946. Hij studeerde verder aan deze universiteit en behaalde daar vervolgens in 1950 de graad van Bachelor of Laws.
Vervolgens werkte hij vanaf maart 1951 als advocaat aan het gerechtshof (High Court) van Oost-Pakistan en vanaf 1956 als advocaat voor het hooggerechtshof (Supreme Court) aldaar. Ondertussen werd hij in 1964 benoemd tot Senior Government Pleader en was hij tussen 1965 en 1966 advocaat generaal. Van 1969 tot 1972 diende hij als rechter van het regionale gerechtshof.
In juli 1973 ging hij terug in de advocatuur, maar nu in Bangladesh aan het hooggerechtshof. Daarnaast was hij juridisch adviseur voor verschillende overheidsorganen, bedrijven en instellingen. Verder was hij enkele jaren voorzitter van de Supreme Court Bar Association, het hoogste corps voor juristen in dit land. Ook vertegenwoordigde hij Bangladesh tijdens verschillende internationale vergaderingen en bijeenkomsten.
In 1979 werd hij Bengalees parlementslid en vanaf 1981 was hij Minister van Justitie en Parlementaire Zaken. In 1982 werd hij vervolgens benoemd tot Minister van Onderwijs, Sport, Cultuur en Religieuze Zaken.
Gedurende verschillende momenten in zijn leven was hij werkzaam voor het Jagannath University College. Ook diende hij in het senaat van verschillende syndicaten van nationale universiteiten, waaronder begin jaren negentig van het syndicaat van de landbouwuniversiteit van Bangladesh. In die tijd was hij eveneens bestuurslid van de open universiteit van Bangladesh.
Van 1995 tot 2001 was hij rechter van het Rwanda-tribunaal in Arusha in Tanzania.